# Briggs
Briggs je priimek več oseb:
- Henry Briggs (1561–1630), angleški matematik
- Isabel Briggs Myers (1897–1980), ameriška psihologinja
- Katharine Cook Briggs (1875–1968), ameriška psihologinja
- Rawdon Briggs, britanski general
- Raymond Briggs, britanski general
- Harold Rawdon Briggs, britanski general